# Сидорово (Раменский район)
Сидорово — деревня в Раменском муниципальном районе Московской области. Входит в состав сельского поселения Новохаритоновское. Население — 110 чел. (2010).

## География
Деревня Сидорово расположена в восточной части Раменского района, примерно в 22 км к востоку от города Раменское. Высота над уровнем моря 127 м. В деревне 1 улица — Новая; приписано 6 СНТ. Ближайший населённый пункт — деревня Аринино.

## История
В 1926 году деревня являлась центром Сидоровского сельсовета Карповской волости Богородского уезда Московской губернии.
С 1929 года — населённый пункт в составе Раменского района Московского округа Московской области.
До муниципальной реформы 2006 года деревня входила в состав Новохаритоновского сельского округа Раменского района.

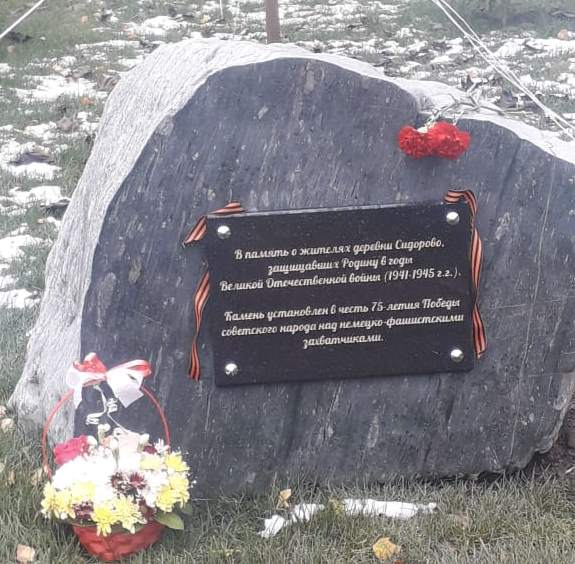
Памятный камень, установленный в честь 75-летия Победы в Великой Отечественной войне в деревне Сидорово

## Население
| 1926 | 2002 | 2010 |
| ---- | ---- | ---- |
| 339  | ↘53  | ↗110 |

В 1926 году в деревне проживало 339 человек (156 мужчин, 183 женщины), насчитывалось 75 хозяйств, из которых 67 было крестьянских. По переписи 2002 года — 53 человека (21 мужчина, 32 женщины).